# Mewa (typ jachtu)
Mewa – składana łódź żaglowa produkcji Wytwórni Wyrobów Precyzyjnych w Niewiadowie. Poszycie powłoki wykonane było z gumy. W wyposażeniu łodzi znajdował się namiot umożliwiający zamontowanie go na bomie.
Podstawowe parametry łodzi:
- długość całkowita: 3,5 m
- długość [Linia_wodna|konstrukcyjnej linii wodnej] (KLW): 3,4 m
- wysokość KLW do topu: 4,75 m
- wolna burta: 0,3 m
- szerokość całkowita: 1,3 m
- wymiary kokpitu: 2,5 × 0,95 m
- powierzchnia ożaglowania: 6,4 m²
- ciężar własny z pełnym wyposażeniem: 72 kg
- dopuszczalne obciążenie: 280 kg

Jacht składany był do trzech pakunków:
- worek: 1,2 × 0,4 × 0,25 m
- teczka: 1,12 × 0,48 × 0,22 m
- plecak: 0,61 × 0,55 × 0,2 m